# 胰脏
胰脏（英語：pancreas）也称胰腺，旧称膵、脺，脊椎动物具有外、内分泌功能的腺体；外分泌由腺泡、连通肠腔的导管组成，腺泡分泌多种消化酶，导管上皮细胞分泌碳酸氢盐、钠、钾、氯等离子和水，合称胰液。经导管进入十二指肠的胰液可消化糖、脂肪和蛋白质，是机体重要的消化液；内分泌由胰岛所组成；胰岛分泌胰岛素、胰高血糖素、胰多肽和生长抑素等激素。胰岛素、胰高血糖素对维持血糖水平有十分重要的作用。

## 动物胰臟结构概论
脊椎动物的胰由肠上皮细胞特化。一些低等脊椎动物的胰与肝结合在一起。
圆口纲胰的外分泌部与肝结合，而内分泌部形成独立结构，内含B细胞和许多颗粒细胞，排列在肠的胆导管周围，这是最早的胰内分泌组织。
软骨鱼的胰外分泌部与肝分开，胰的内分泌腺小而分散，位于外分泌部的小导管周围，或伸入外分泌部组织内。
硬骨鱼的胰，多为分散性腺体，分布于肠系膜上或埋于肝脾内。
从两栖动物无尾目到哺乳动物，多是定形的腺体，胰岛分散于外分泌部之间。
鸟的胰岛有含A细胞的黑胰岛；含B细胞的光胰岛；含A、B和D细胞的混合胰岛3种类型。

## 人类胰臟結構

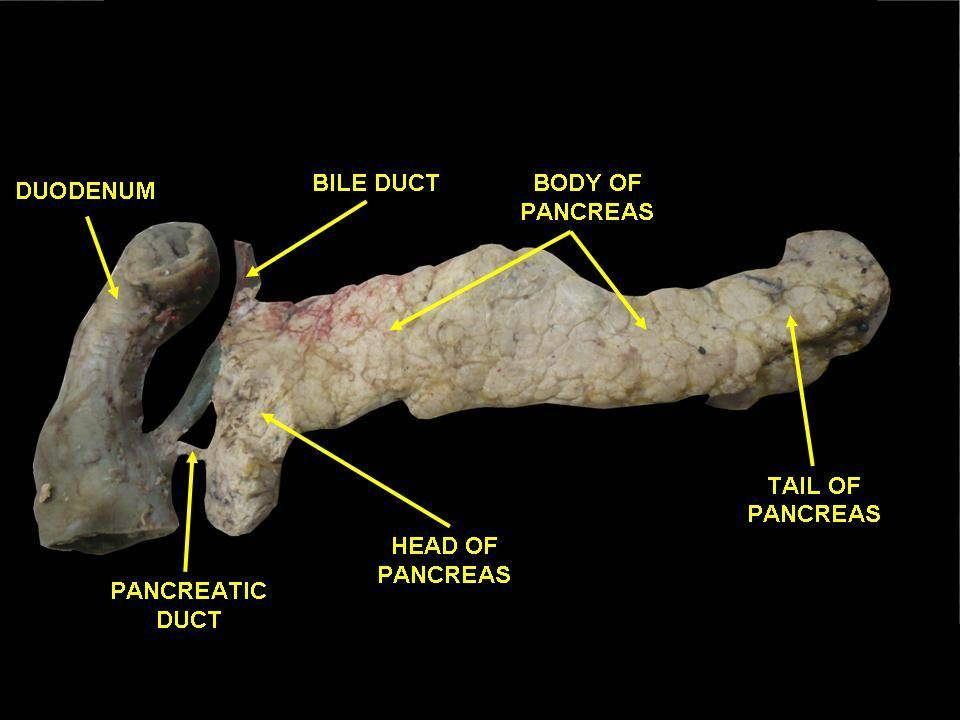
人体胰脏实际解剖照

人胰呈灰红色、细长，横卧于腹后壁和胃后。胰头位于十二指肠弯内，胰体占据大部，胰尾延伸到脾。重约90克，外披结缔组织，膜深入胰内，将胰分成许多小叶。胰管横贯于胰，在总胆管附近开口于十二指肠，或与总胆管汇合入肠。供应胰的血液来自脾、肝和肠系膜上动脉，胰静脉经门静脉入肝。胰岛的毛细血管经小静脉后又进入围绕腺泡的毛细血管，所以靠近腺泡的血液含有高浓度的胰岛细胞释放的激素。

### 胰管
正常胰管平均直径0.2-0.3厘米，若有直径扩大现象，应怀疑胰头处有肿瘤压迫而使胰管扩张。

### 胆胰管汇合部
胆胰管汇合部（pancreaticobiliary junction，PBJ）是胆总管末端、主胰管开口和十二指肠乳头之间的区域，其构成主要包括胆胰流出道、Oddi括约肌（sphincter of Oddi，SO）、十二指肠乳头黏膜以及伴随的血管、淋巴和神经等组织。

## 组织学与功能

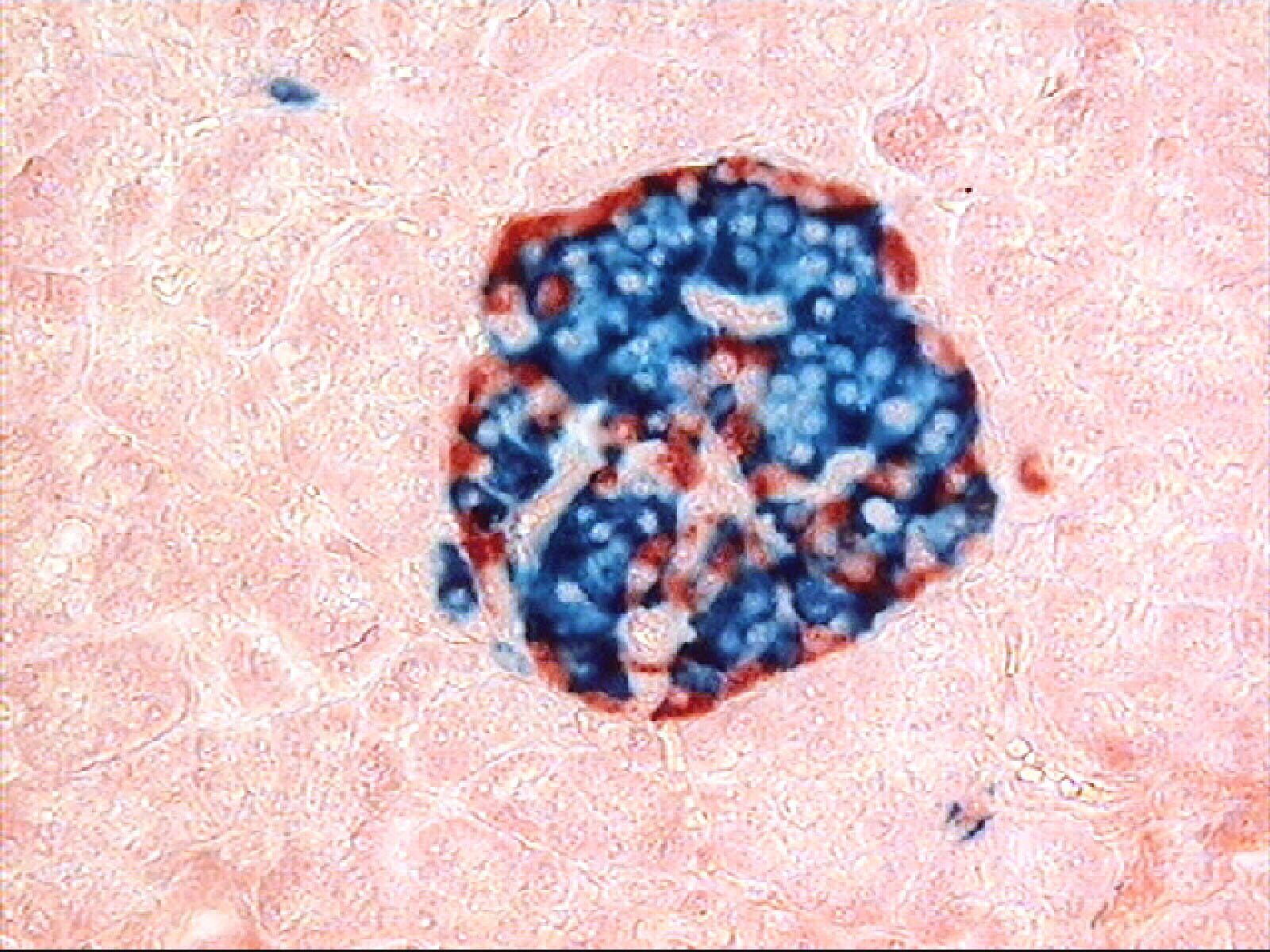
一个胰岛，此图使用荧光抗体（免疫组织化学染色法）来显示胰岛中不同细胞类型的位置

胰的内分泌部分叫做胰岛（朗罕氏小岛），是不规则的细胞群，散布在外分泌部的腺泡之间。成人胰岛约100～200万个。胰岛内无导管，有丰富的毛细血管，每个胰岛细胞都与毛细血管接触，胰岛细胞有A细胞、B细胞、D细胞、PP细胞多种类型。
胰岛的β-细胞分泌胰岛素，起降低血糖，促进肝糖原的合成等作用。胰岛α-细胞分泌升糖素，可以促进肝糖原分解，使血糖升高。胰岛素和升糖素互相反馈，控制血糖稳定在一个小的范围内。如果因为任何原因导致胰岛素绝对或相对不足，就会导致糖尿病。胰的腺泡每天製造約1200~1500c.c.的胰液，經由胰管送至十二指腸。胰液包括可分解蛋白質、醣類、脂質、核酸的酵素如胰淀粉酶、脂酶、胰蛋白酶、胰凝乳蛋白酶、胰核酸酶，以及可中和胃酸的微鹼性的碳酸氫鈉。

## 名称
胰脏是古希腊解剖学家、外科医生希羅菲盧斯发现的，数百年后，另一位古希腊解剖学家卢夫斯将其命名为pancreas。希腊文pan意为全部，kreas意为肉。
胰脏在清末民初旧称“膵脏”，“膵”字是日本江户时代的西医学家宇田川玄真新创造的漢字，形旁“月”表示肉，对应希腊文的creas，声旁“萃”有“汇集、全部”之意，对应希腊文的pan。
“胰”字在古代文献中最早并未用来指胰脏。宋代《广韵·脂韵》中提到“胰，夹脊肉也。”

## 中醫
因近現代當時西方來華學者對中醫解剖名稱未有深刻理解，因此翻譯西方解剖中的Spleen時，所對應之中医臟器名稱多有模糊或訛誤之處，西學者甚或翻譯成“甜肉”一詞，而難經中，“脾重二斤三两，扁广三寸，长五寸，有散膏半斤，主裹血，温五脏，主藏意。”《难经正义》“散膏，胰，附睥之物，形长方，重约三、四两，横贴胃后。”《黄庭经•内景经》：“脾长一尺掩太仓” （太倉指胃）其中所述散膏、脾長之型態與位置，較貼近現代醫學所指稱之脾臟（Spleen），但亦有学者认为中医理论的“脾”其实对应的是现代医学的胰脏，因为中医理论将“脾”与“胃”和人体的消化功能紧密地联系起来。

## 外部連結
- 维基共享资源上的相關多媒體資源：胰脏
- Pancreas at the Human Protein Atlas （页面存档备份，存于）
- 《大英百科全书》中的条目：Pancreas（英文）
- Pancreatic Diseases – English – The Gastro Specialist （页面存档备份，存于）

1. ↑  Nosek, Thomas M. . . （原始内容存档于2016-03-24）.
2. ↑  中国医师协会内镜医师分会内镜微创保胆专业委员会, 胆胰管汇合部良性疾病内镜诊治专家共识协作组. 胆胰管汇合部良性疾病内镜诊治专家共识（2023版） [J] . 中华医学杂志, 2023, 103(40) : 3174-3179. DOI: 10.3760/cma.j.cn112137-20230628-01089.
3. ↑  龚金龙,彭创.胰胆管汇合异常的临床研究进展[J].中国普通外科杂志,2017,26(3):375–379.doi:10.3978/j.issn.1005–6947.2017.03.016
4. ↑  盛萍, 姜洪池. 胆胰汇合部医源性损伤的预防及处理原则[J]. 腹部外科, 2018, 31(5): 302-305. DOI:10.3969/j.issn.1003-5591.2018.05.002